# Kumara (botánica)
Kumara es un género con dos especies de plantas fanerógamas de la subfamilia Asphodeloideae, autóctonas de la provincia del Cabo Occidental de Sudáfrica.

## Separación deAloe
Los estudios filogenéticos indicaron que dos especies que eran tradicionalmente clasificadas como miembros del género Aloe eran genéticamente distintas y comprendían un clado enteramente separado. Las dos especies que fueron separadas del género Aloe fueron puestas en un género separado, dándoles el nombre que tuvieron anteriormente, Kumara.
No obstante, se han registrado híbridos intergenéricos entre Kumara y al menos otro género de la subfamilia Asphodeloideae, Gonialoe. El híbrido resultante, publicado inicialmente como un híbrido infragenérico entre dos especies de Aloe, ahora se designa como un híbrido intergenérico del nuevo nototaxón × Gonimara.

## Especies
Son aceptadas dos especies a partir de octubre de 2017:
| Imagen | Nombre científico                                                                           | Distribución               |
| ------ | ------------------------------------------------------------------------------------------- | -------------------------- |
|        | Kumara haemanthifolia (Marloth & Un.Berger) Boatwr. & J.C.Manning, syn. Aloe haemanthifolia | Cabo occidental, Sudáfrica |
|        | Kumara plicatilis (L.) G.D.Rowley, syn. Aloe plicatilis                                     | Cabo occidental, Sudáfrica |

Ambas especies tienen una disposición dística única (como si fuera un abanico) de sus hojas grises en forma de correa de reloj. Ambas también son autóctonas de aproximadamente la misma gama de montañas en la esquina suroeste del Cabo Occidental, Sudáfrica, sin embargo, Kumara plicatilis, la que tiende a tener porte arbóreo, se suele encontrar en las laderas más bajas de las montañas, mientras que Kumara haemanthifolia, la que generalmente tiende a tener porte pequeño sin mucho tallo, se suele encontrar en los picos más altos.